# Ibaiti
Ibaiti è un comune del Brasile nello Stato del Paraná, parte della mesoregione del Norte Pioneiro Paranaense e della microregione di Ibaiti.
Il comune è formato da sette distretti:
- Campinho
- Vila Guay
- Patrimônio do Café
- Vassoural
- Amorinha
- Amora Preta
- Euzébio de Oliveira